# دموع في ليلة الزفاف (فلم)
دموع في ليلة زفاف فيلم مصري من بطولة بوسي وفريد شوقي مدة الفيلم 99 دقيقة. 

## قصة الفيلم
عبد الحكيم فريد شوقى موظف الأرشيف، ماتت زوجته وتركت له أبنتهما أمينه بوسي صغيرة، فقطع حياته عليها، يحرسها ويحميها، ويخاف عليها بحساسية شديدة، فمنعها من الأختلاط والذهاب للسينما ومشاهدة التليفزيون وقراءة الصحف، وأفهمها أن الحب عيب وحرام، وأنه هو فقط الحريص على مصلحتها، وكان يوصلها للمدرسة ويعيدها، وإقتنى موتوسيكل حتى يجنبها زحام الاوتوبيس، وكان يعمل معه في الأرشيف، الشاب جاد الحق محمد البشاري الذي كانت عقدته أن البنات لا تحبه، ولم يسمع من أي بنت كلمة صباح الخير، بسبب انه موظف بسيط، وراتبه قليل لا يسمح له باقتناء الملابس الشيك، وقد ألمح لعبد الحكيم برغبته بالزواج من إبنته أمينه، ولم يعترض عبد الحكيم، وأرجأ الأمر لما بعد حصولها على الثانوية العامة، وعندما ألحت أمينه على والدها لحضور عيد ميلاد زميلتها سناء عزه جمال كبقية البنات، وافق مضطرا، وأوصلها لمنزل سناء، وإنتظرها تحت البيت، فلما تأخرت لنصف ساعه، صعد للمنزل، ليشاهد أمينه ترقص مع سناء، فثار وهاج وماج، وعاد بها للمنزل، وكأنها إرتكبت فعلا فاحشا، ولذلك عندما أعاد عليه جاد الحق طلب يد أمينه، وافق على الفور، وقرأ الفاتحة معه وأقام حفل خطوبة، ولم تعترض أمينه. أقامت المدرسة رحلة للبحر الأحمر في أجازة نصف العام، ورفض بالطبع عبد الحكيم سفر أمينه، التي إستمعت لنصيحة زميلتها سناء، بإستغلال حب جاد الحق لها، ليقنع والدها بالسفر، وقد وافق جاد الحق، لينال رضا أمينه عنه، وتقابلت أمينه في البحر الأحمر مع المهندس شريف عمر خورشيد الذي أحبها من أول نظرة، وأعجب بطيبتها وقلبها الأخضر، وكان لطيفا معها، وصارحها بحبه، ولكنها أخبرته أن الحب عيب وحرام، كما قال لها والدها، ولكن شريف اخبرها ان الحرمان والكبت هما الحرام بعينه، وأنها يجب ان تتشجع وتثور من أجل مستقبلها، وترفض جاد الحق إذا كانت لا تحبه، وشعرت أمينه بحبها لشريف، ولكنها قاومت وتركت الرحلة وعادت للقاهره، وتبعها شريف، وطلب يدها من عبد الحكيم، والذي رفض بدعوى انها مخطوبة، وعندما شعر بميل ابنته نحو شريف، تمسكن واستدر عاطفة أمينه نحوه، فإضطرت أمينه لرفض شريف إرضاءا لوالدها، وخرج شريف منهزما، ولكنه لم ييأس، وعندما حدد عبد الحكيم زواج أمينه وجاد الحق بعد انتهاء الأمتحانات، شعرت أمينه بمقلب زواجها من جاد الحق، الذي أحضر حجرة النوم، وبدأ في أعمال التنجيد، وإستغلت أمينه تمسك شريف بها بعد ان أرسل إليها خطاب، يحثها على رفض جاد الحق، ويدعوها لمشاركته في بناء مستقبلهما معا، فهربت من والدها، وتوجهت للبحر الأحمر، حيث عقد شريف عليها، وفي ليلة الدخلة، وصل عبد الحكيم ومعه جاد الحق، وقام عبد الحكيم بالاعتداء على شريف، وعندما رأت أمينه الدماء، أصيبت بانهيار عصبى، وفقدت النطق، وفقدت الذاكرة بإرادتها، وكأنها ترفض تصديق الواقع، ونقل شريف للمستشفى، وقبض على عبد الحكيم، الذي أوصى جاد الحق، على إبنته أمينه، والذي عاد بها للقاهرة، وأوصلها لمنزلها، وأوقد الشموع، متخيلا انها ليلة زفافه على أمينه، وإستغل ضعفها وعدم مقاومتها وإعتدى عليها، وعندما فتح باب البلكون، ولم يكن يدرى انها متهدمة، سقط من الدور الثالث، ليلقى مصرعه، وأودعت أمينه مصحة نفسية، وخرج شريف من المستشفى، وتمسك بزوجته، رغم كل ما حدث، وتعهد بعلاجها نفسيا، حتى تسترد صحتها في أسرع وقت، وبالتعاون مع سناء تمكن شريف من استعادة زوجته. (دموع في ليلة الزفاف)

## طاقم العمل
- بوسي
- فريد شوقي
- عمر خورشيد
- حمدي يوسف
- عزة جمال
- محمد البشاري